# 4×4=12
4×4=12 —Cuatro por cuatro es igual a doce —es el sexto álbum de estudio del productor musical canadiense Deadmau5. Se lanzó mundialmente el 6 de diciembre de 2010 a través de Virgin Records y en Estados Unidos el 7 de diciembre de 2010, a través de Ultra Records. El nombre del álbum, 4x4=12, no estaba planeado. Deadmau5 contó por Ustream sobre sus conciertos en vivo: «Sí, [la instalación] se divide en cuatro bancos de cuatro, y que es igual a 12». Entonces los seguidores del sitio respondieron a su comentario: «Amigo, ¡eso es 16!». A partir de ese momento, todos comenzaron a decir una y otra vez lo mismo y se puso de moda. Uno de los seguidores del Ustream, escribió una sugerencia para nombrar una pista como «4x4=12». Luego a Deadmau5 se le ocurrió llamar a su último álbum 4x4=12. El 30 de noviembre de 2011, el álbum recibió una nominación en los Grammy de 2011 por mejor grabación dance.

## Sencillos
«Some Chords» fue el primer sencillo oficial del álbum y fue lanzado el 3 de mayo de 2010, exclusivo para Beatport. Fue ofrecido como una pista en el juego The Sims 3, también en un episodio de CSI: Crime Scene Investigation, donde deadmau5 participa como actor. «Animal Rights» fue el segundo sencillo y fue una colaboración con Wolfgang Gartner. Fue lanzado exclusivamente en Beatport el 6 de septiembre de 2010, y luego lanzado el 17 de septiembre de 2010. El tercer sencillo fue «Sofi Needs a Ladder», se lanzó el 31 de octubre de 2010. Se cuenta con la voz de SOFI, fue el mayor éxito en el Reino Unido, en la lista UK singles, llegó al puesto 68. También esta canción está disponible en la banda sonora de The Hangover Part II.

## Comentarios de la crítica
El álbum fue bien recibido en general por los críticos. Metacritic le asignó una puntuación media de 66 sobre 100, basado en 13 revisiones. Will Hermes de Rolling Stone dijo “4x4=12 es audaz, mezcla de géneros, house grooves with electric fare.” Muchos críticos alabaron el álbum por su atractivo. Annie Zaleski de Alternative Press escribió: «La colección es en su mayoría temas instrumentales, que van del géneros progressive house hasta el techno. Sin voces, 4x4=12, tiene variedad, esto se deriva a que la música de deadmau5 es dinámica y con ritmo, así como sus diversas influencias sonoras». Sin embargo, algunos críticos estaban esperando más del artista cuya intriga aparece en sus álbumes. Allison Stewart de The Washington Post afirmó que era «un álbum innovador que no lo parece. Inaccesible y no lo suficientemente comercial como para atraer a los que no son fans de la música electrónica y no es lo suficientemente arriesgado como para satisfacer a los conservadores; agrada, pero no deleita». Dave Simpson de The Guardian comparte el punto de vista de Stewart y menciona: «Sin duda, lo interesante de Deadmau5 radica en los sorprendentes conciertos en vivo en los que Zimmerman actúa en una cabeza de ratón gigante e iluminada, pero no funcionaría sin esas canciones. Su tercer compilado de producciones muestran que es un maestro haciendo música electro house simple muy bien: ritmos enormes y líneas de bajo que se combinan con progresiones de acordes directas y cuando el interés comienza a decaer, diversiones sónicas». Alex Denney de la BBC señaló: «Es un bolso colorido, pero el oído de Zimmerman para la dinámica de discoteca hace que 4x4=12 apenas logra romper el dulce encanto del oyente y someterlo; además se detiene antes de revelar al hombre detrás de la máscara».

## Lista de canciones
| N.º | Título                                          | Duración |  |
| 1.  | «Some Chords»                                   | 7:24     |  |
| 2.  | «Sofi Needs a Ladder» (con SOFI)                | 6:41     |  |
| 3.  | «A City in Florida»                             | 5:40     |  |
| 4.  | «Bad Selection»                                 | 5:33     |  |
| 5.  | «Animal Rights» (con Wolfgang Gartner)          | 6:15     |  |
| 6.  | «I Said (Michael Woods Remix)» (con Chris Lake) | 7:06     |  |
| 7.  | «Cthulhu Sleeps»                                | 10:34    |  |
| 8.  | «Right This Second»                             | 7:50     |  |
| 9.  | «Raise Your Weapon» (con Greta Svabo Bech)      | 8:23     |  |
| 10. | «One Trick Pony» (con SOFI)                     | 3:59     |  |
| 11. | «Everything Before»                             | 6:36     |  |

### Edición Internacional (mixed) - CD
| N.º | Título                                          | Duración |  |
| 1.  | «Some Chords»                                   | 8:04     |  |
| 2.  | «Sofi Needs a Ladder» (con SOFI)                | 5:34     |  |
| 3.  | «A City in Florida»                             | 5:02     |  |
| 4.  | «Bad Selection»                                 | 5:01     |  |
| 5.  | «Animal Rights» (con Wolfgang Gartner)          | 5:00     |  |
| 6.  | «I Said (Michael Woods Remix)» (con Chris Lake) | 6:69     |  |
| 7.  | «Cthulhu Sleeps»                                | 10:00    |  |
| 8.  | «Right This Second»                             | 7:24     |  |
| 9.  | «Raise Your Weapon» (con Greta Svabo Bech)      | 8:16     |  |
| 10. | «One Trick Pony» (con SOFI)                     | 3:36     |  |
| 11. | «Everything Before»                             | 6:06     |  |

### EdicióniTunesInternacionalLP
| N.º | Título                                            | Duración |  |
| 1.  | «4x4=12 (Continuous Mix)»                         | 1:09:54  |  |
| 2.  | «Some Chords»                                     | 6:55     |  |
| 3.  | «Sofi Needs a Ladder» (con SOFI)                  | 6:41     |  |
| 4.  | «A City in Florida»                               | 5:40     |  |
| 5.  | «Bad Selection»                                   | 5:33     |  |
| 6.  | «Animal Rights» (con Wolfgang Gartner)            | 6:15     |  |
| 7.  | «I Said (Michael Woods Remix)» (con Chris Lake)   | 7:06     |  |
| 8.  | «Cthulhu Sleeps»                                  | 10:34    |  |
| 9.  | «Right This Second»                               | 6:50     |  |
| 10. | «Raise Your Weapon (Edit)» (con Greta Svabo Bech) | 6:57     |  |
| 11. | «One Trick Pony» (con SOFI)                       | 3:59     |  |
| 12. | «Everything Before»                               | 6:36     |  |

| iTunes LP Music Videos |                                           |          |  |
| N.º                    | Título                                    | Duración |  |
| 1.                     | «Some Chords (Live from Brixton)»         | 3:27     |  |
| 2.                     | «Sofi Needs a Ladder (Live from Brixton)» | 6:30     |  |
| 3.                     | «Cthulhu Sleeps (Live from Brixton)»      | 9:23     |  |
| 4.                     | «Bad Selection (Live from Brixton)»       | 4:39     |  |
| 5.                     | «Right This Second (Live from Brixton)»   | 3:45     |  |

### Edición iTunes -Estados UnidosyCanadá
| N.º | Título                                          | Duración |  |
| 1.  | «Some Chords»                                   | 7:24     |  |
| 2.  | «Sofi Needs a Ladder» (con SOFI)                | 6:41     |  |
| 3.  | «A City in Florida»                             | 5:40     |  |
| 4.  | «Bad Selection»                                 | 5:33     |  |
| 5.  | «Animal Rights» (con Wolfgang Gartner)          | 6:15     |  |
| 6.  | «I Said (Michael Woods Remix)» (con Chris Lake) | 7:06     |  |
| 7.  | «Cthulhu Sleeps»                                | 10:34    |  |
| 8.  | «Right This Second»                             | 7:50     |  |
| 9.  | «Raise Your Weapon» (con Greta Svabo Bech)      | 8:23     |  |
| 10. | «One Trick Pony» (con SOFI)                     | 3:59     |  |
| 11. | «Everything Before»                             | 6:36     |  |
| 12. | «4x4=12 (Continuous Mix)»                       | 1:09:54  |  |

| Deluxe Edition Music Videos |                                           |          |  |
| N.º                         | Título                                    | Duración |  |
| 1.                          | «Some Chords (Live from Brixton)»         | 3:27     |  |
| 2.                          | «Sofi Needs a Ladder (Live from Brixton)» | 6:31     |  |
| 3.                          | «Cthulhu Sleeps (Live from Brixton)»      | 9:24     |  |
| 4.                          | «Bad Selection (Live from Brixton)»       | 4:40     |  |
| 5.                          | «Right This Second (Live from Brixton)»   | 3:46     |  |

## Posicionamiento en listas
| País (2010)    | Lista                        | Posición | Ref.   |
| -------------- | ---------------------------- | -------- | ------ |
| Australia      | Australian ARIA Albums Chart | 56       | [ 15 ] |
| Canadá         | Canadian Albums Chart        | 7        | [ 16 ] |
| Estados Unidos | Billboard 200                | 47       | [ 17 ] |
| Estados Unidos | Dance/Electronic Albums      | 2        | [ 17 ] |
| Irlanda        | Irish Albums Chart           | 34       | [ 18 ] |
| Reino Unido    | UK Albums Chart              | 48       |        |

## Certificaciones
| País        | Organismo certificador | Certificación    | Simbolización | Ventas  | Ref.   |
| ----------- | ---------------------- | ---------------- | ------------- | ------- | ------ |
| Canadá      | Music Canada           | Disco de Platino |               | 80,000+ | [ 19 ] |
| Reino Unido | BPI                    | Disco de Platino |               | 60,000+ | [ 20 ] |

## Historial de lanzamientos
| País                    | Fecha                  | Formato                              | Discográfica                   | Ref. |
| ----------------------- | ---------------------- | ------------------------------------ | ------------------------------ | ---- |
|                         | 6 de diciembre de 2010 | Sencillo en CD, LP, descarga digital | Virgin Records / EMI, mau5trap |      |
| Estados Unidos y Canadá | 7 de diciembre de 2010 | Sencillo en CD, LP, descarga digital | Ultra Records                  |      |